# Benoît Badiashile
Benoît Ntambue Badiashile Mukinayi Baya (Limoges, 26 de março de 2001) é um futebolista francês que atua como zagueiro. Atualmente joga pelo Chelsea e pela Seleção Francesa.

## Carreira
Em 5 de fevereiro de 2018, assinou seu primeiro contrato profissional com o Monaco. Em 11 de novembro de 2018, ele fez sua estreia profissional na derrota por 4–0 na Ligue 1 para o Paris Saint-Germain .
O Chelsea acertou a contratação em 01 de janeiro de 2022, serão pagos 38 milhões de euros (cerca de 214,7 milhões de reais) ao Monaco. O contrato com o Chelsea até junho de 2029.
Nascido na França, é descendente de congoleses. Ele é um da Seleção da França, tendo feito parte de várias seleções sub-16-sub-21 desde 2016.
Em 15 de setembro de 2022, foi convocado pela primeira vez para a Seleção Francesa para duas partidas da Liga das Nações da UEFA, contra a Áustria e a Dinamarca.

## Vida pessoal
É o irmão mais novo de Loïc Badiashile, que também é jogador de futebol profissional.

## Títulos
Chelsea
- Liga Conferência da UEFA: 2024–25[10]

Individual
- Seleção Mundial Masculina Juvenil (Sub-20) da IFFHS: 2021[11]